# Gabriel Delfim
Gabriel Delfim Ferreira (Simonésia, nascido em 10 de julho de 2002) é um futebolista brasileiro que atua como goleiro no Atlético Mineiro.

## Carreira
Nascido em Simonésia, Minas Gerais, Delfim iniciou sua formação nas categorias de base do Santo André, passando em seguida pela Portuguesa Santista, antes de chegar ao Clube Atlético Mineiro em 2018.
Em 6 de maio de 2021, renovou seu contrato com o clube até abril de 2024. Em outubro de 2022, foi promovido à equipe principal, tornando-se o terceiro goleiro atrás de Éverson e Matheus Mendes. Em 3 de fevereiro de 2023, renovou novamente, desta vez até o final de 2026.
Sua estreia profissional ocorreu em 6 de novembro de 2024, em partida da Série A contra o Atlético Clube Goianiense, após Everson ser poupado por conta da final da Libertadores e Matheus Mendes se ausentar por motivos pessoais.

## Títulos
Atlético Mineiro
- Campeonato Brasileiro: 2021[6]
- Copa do Brasil: 2021[6]
- Supercopa do Brasil: 2022[6]
- Campeonato Mineiro: 2021, 2022, 2023, 2024, 2025[6]